# ورپ
ورپ (به لاتین: Varpe) یک روستا در استونی است که در دهستان لوماندا واقع شده‌است.